# Suk al-Safafeer
Suk al-Safafeer (arabsko سوق الصفافير) je starodavni suk ali bazar v Bagdadu v Iraku, ki se odcepi od ulice al-Rašid in se povezuje z medreso Mustansirija. Tržnica je bila ustanovljena v osrednjem Bagdadu na obali reke Tigris v obdobju Abasidov in je aktivna vse od takrat. Tradicionalno so obrtniki suka specializirani za ustvarjanje ročno izdelanih bakrenih izdelkov za gospodinjstvo ali okrasne namene z uporabo kladiv in ročnega orodja. Tržnica je znana po številnih zvokih udarcev kladiva, ki so odmevali po vsej tržnici. Kljub pomembni vlogi, ki jo ima suk, je ta močno trpel po ameriški invaziji na Irak leta 2003.

## Etimologija
Suk al-Safafeer je dobil ime po arabski besedi za rumenkast odtenek bakra.

## Opis
Trenutna tržnica naj bi segala med letoma 1600 in 1618 v osmanskem obdobju in je na zahodni strani ulice al-Rašid. Suk je širok 500 metrov in vsebuje veliko ročno izdelanih bakrenih izdelkov. Ti izdelki iz bakra, ki vključujejo pladnje in posode, so v številnih trgovinah v lasti bakrorezcev.
Število trgovin na trgu je bilo ocenjeno na 200. Trg ne sprejema nobenega tujega materiala za prodajo. Namesto tega vse bakrene izdelke na trgu izdelajo ročno bakreni mojstri. Tradicionalno so številni bakrotvorci in obrtniki sorodniki prejšnjih bakrorezcev, ki so delali na istih trgih skozi številne generacije in so podedovali ta poklic. Delavci, ki so podedovali poklic, so podedovali tudi njihove značilnosti, ki vključujejo »natančnost, potrpežljivost, premišljenost in okus«.
Suk al-Safafeer vsebuje staro arheološko mošejo, imenovano mošeja al-Safareen. Njena površina je približno 250 kvadratnih metrov, v njej pa je majhen molitveni prostor, ki lahko sprejme okoli 40 vernikov. To mošejo je zgradil filantrop v času Osmanskega cesarstva, natančneje sredi 18. stoletja.

## Sedanjost
Pod nekdanjim iraškim predsednikom Sadamom Huseinom je bil uveden zakon, po katerem se vsaka stavba ali ustanova v Iraku, ki je stara sto let, šteje za dediščino in jo je treba ohraniti. Med mesti, ki so bila na seznamu, so bili trg al-Maiden, ulica al-Rašid in Suk al-Safafeer. Vendar je bil ta zakon odpravljen po ameriški invaziji na Irak leta 2003. Med vojno v Iraku so številne ameriške koalicijske enote kupile veliko predmetov na trgu, zaradi česar je ostalo komaj kaj preostalih starin in bakrenih izdelkov. To je bilo tudi isto obdobje, v katerem je veliko delavcev pobegnilo iz države in jo pustilo prazno. Na trgu so se začele pojavljati tudi številne ponarejene iraške starine.
Od ameriške invazije, ki je leta 2003 strmoglavila Sadama Huseina in stranko Ba'ath, suk propada in trpi zaradi zanemarjanja vlade ter pomanjkanja strank in turistov, ki ga obiščejo. Pred invazijo je trg vključeval 68 bakrorezcev, od leta 2018 pa jih je ostalo le še 10. Povpraševanje po bakrenih materialih je upadlo, saj se je znižala povprečna iraška plača. Kot taki kupci niso imeli dovolj denarja za nakup bakrenih predmetov na trgu. Poleg tega so bile številne bakroreznice, ki so po ocenah predstavljale 90 % suka, spremenjene v stojnice s tkaninami, kar je prispevalo k upadanju dediščine in tradicionalne vloge suka.
Veliko trgovin so prvotni lastniki trgovin prodali ali najeli. Pojavilo se je tudi vprašanje lastnikov trgovin, ki so zaradi hitrega zaslužka uvažali poceni kitajske materiale. Največji problem, s katerim se sooča trg, preostali bakrorezci navajajo zanemarjanje vlade in pomanjkanje podpore državnih uradnikov.